# Opius vocatus
Opius vocatus är en stekelart som beskrevs av Fischer 1969. Opius vocatus ingår i släktet Opius och familjen bracksteklar. Inga underarter finns listade i Catalogue of Life.